# Adolph Alexander Weinman
Adolph Alexander Weinman (11 de dezembro de 1870 - 8 de agosto de 1952) foi um escultor arquitetônico norte-americano nascido na Alemanha. As obras de Weinman são em sua maioria executadas em estilo lírico neoclássico.

## Obras selecionadas

### Escultura
- General Alexander Macomb (1906–1908), Detroit, Michigan.[4]
- Union Soldiers and Sailors Monument (1909), Wyman Park, Baltimore, Maryland.
- Abraham Lincoln (1909), Hodgenville, Kentucky. A replica of this is at the University of Wisconsin–Madison.
- Alexander Johnston Cassatt, (1910), Pennsylvania Station, Nova York.
- Abraham Lincoln (1911), Kentucky State Capitol, Frankfort, Kentucky.
- William Cotter Maybury Memorial (1912), Grand Circus Park, Detroit, Michigan.
- Rising Sun (1914–15), Panama-Pacific International Exposition, San Francisco, California.
- Descending Night (1914–15) (modelo, Audrey Munson), Panama-Pacific International Exposition, San Francisco, Califórnia.
- Samuel Rea (1926), Pennsylvania Station, Nova York.
- Fountain of the Centaurs (ca. 1926), Missouri State Capitol, Jefferson City, Missouri.
- Pair of Lions (1929–30), Baltimore Museum of Art, Baltimore, Maryland.
- Dewitt Clinton (1941) e Alexander Hamilton (1941), Museum of the City of New York, New York City.
- Riders of the Dawn (ca. 1942), Brookgreen Gardens, Murrell's Inlet, South Carolina.

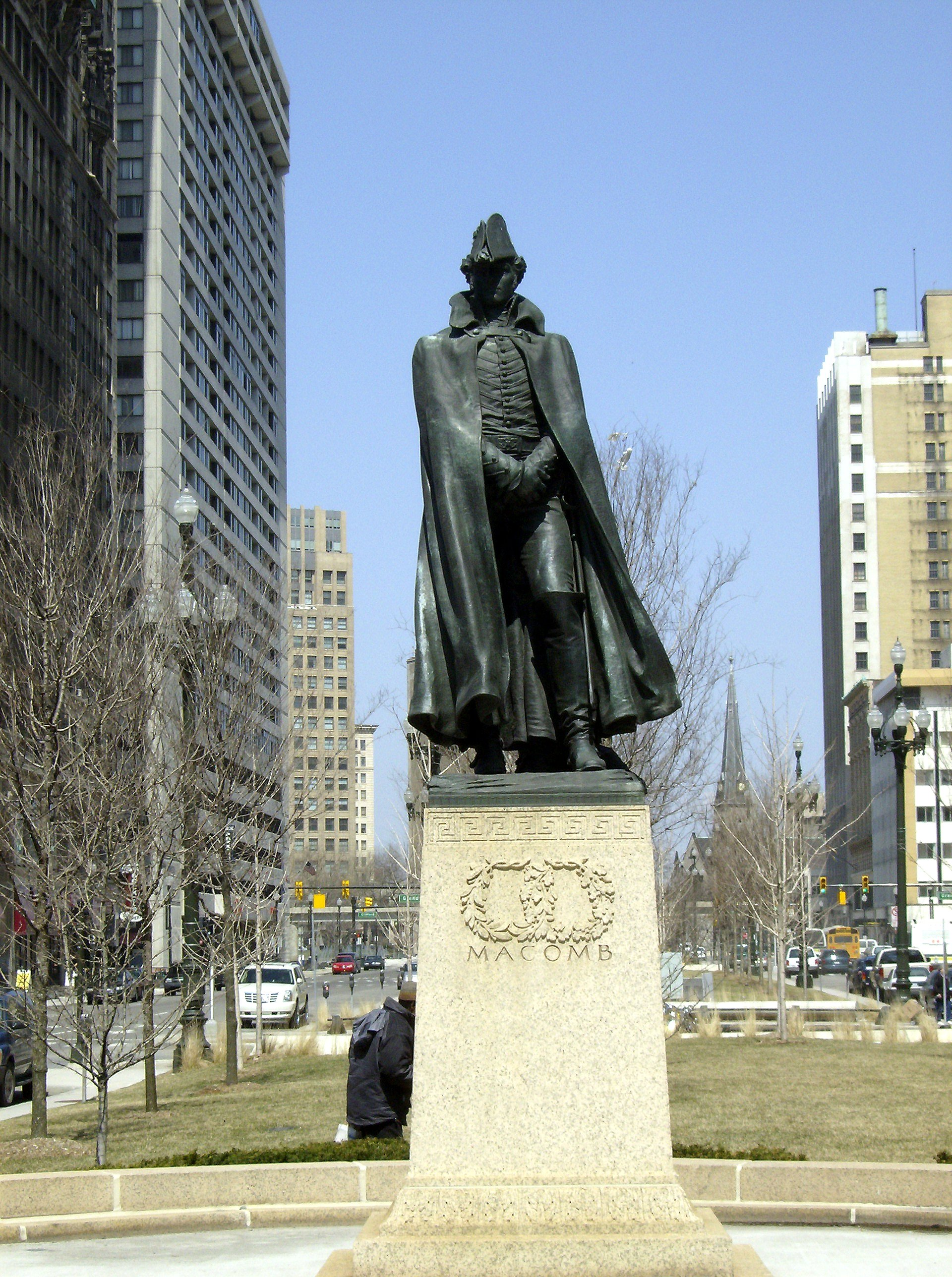
General Alexander Macomb (1906–1908), Detroit, Michigan
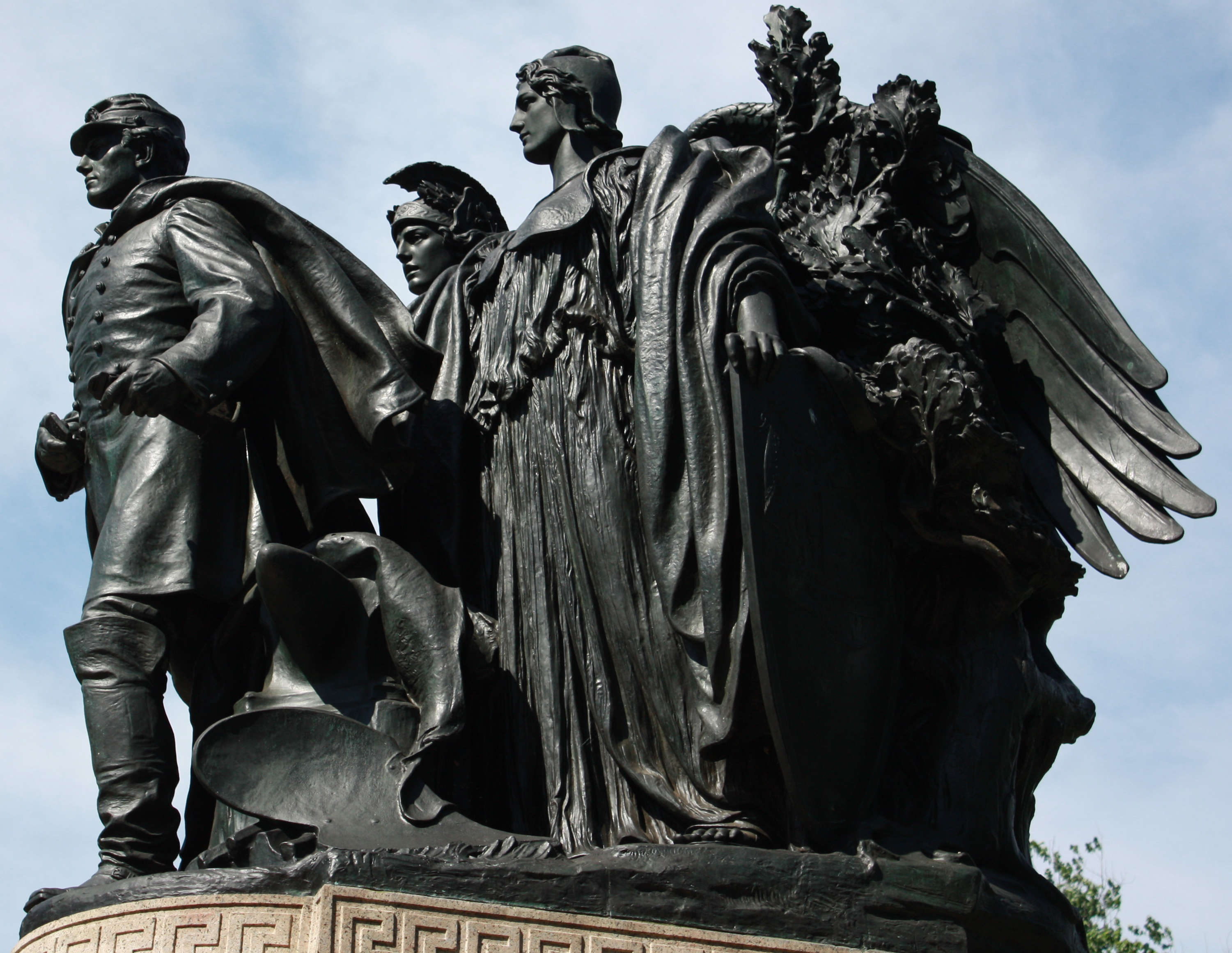
Union Soldiers and Sailors Monument (1909), Wyman Park Baltimore, Maryland
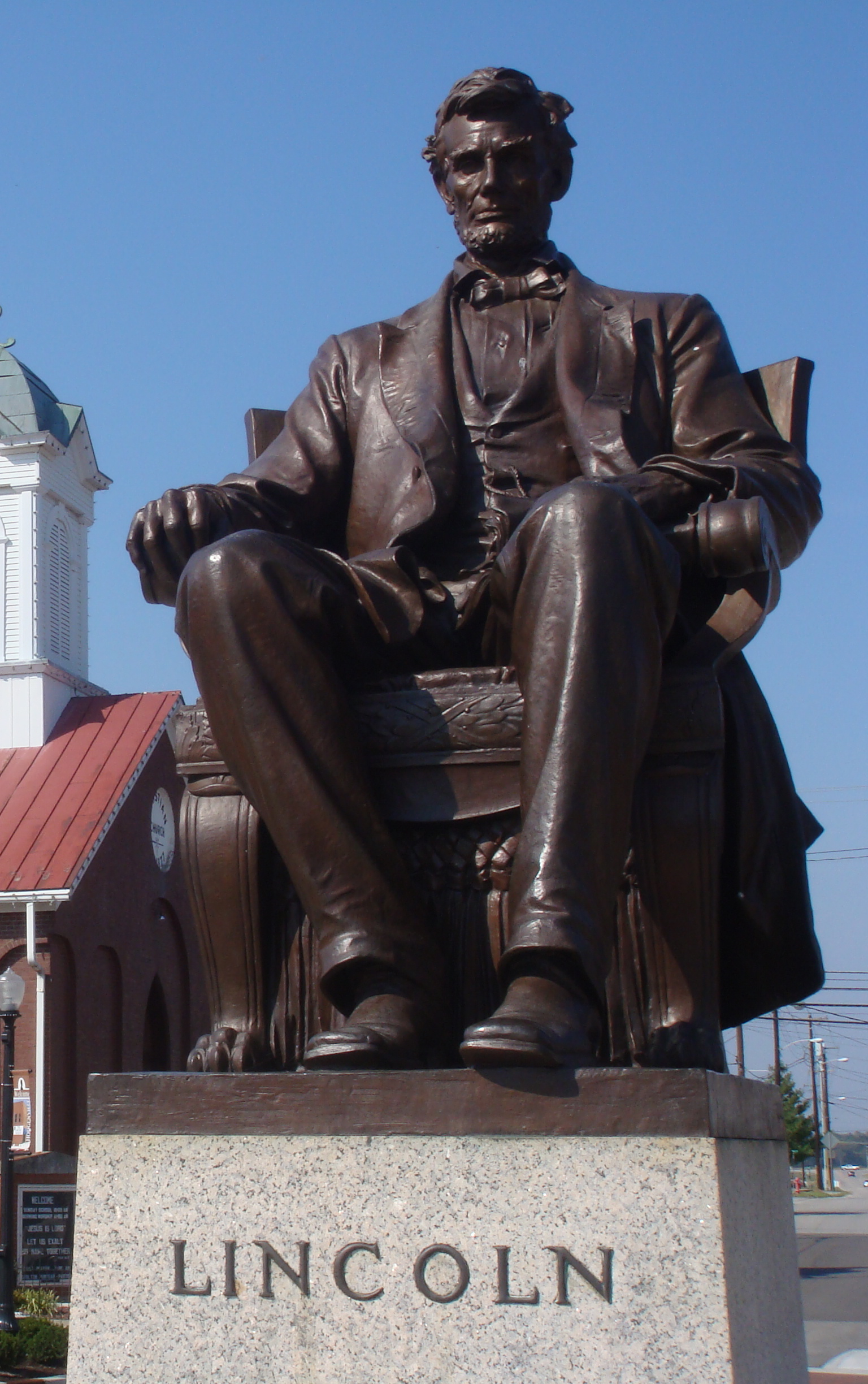
Abraham Lincoln (1909) Hodgenville, Kentucky
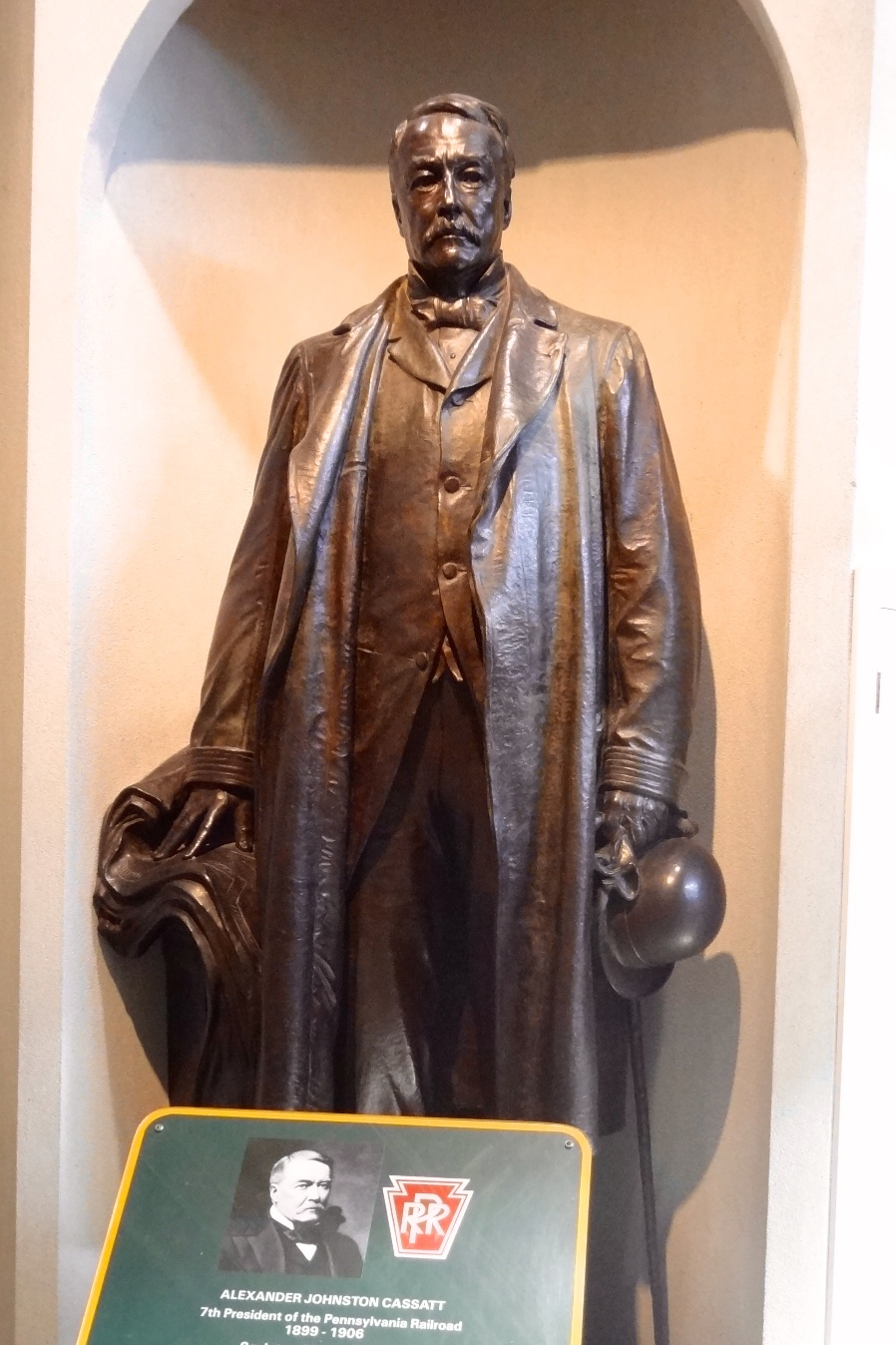
Alexander Johnston Cassatt (1910), Pennsylvania Station New York City
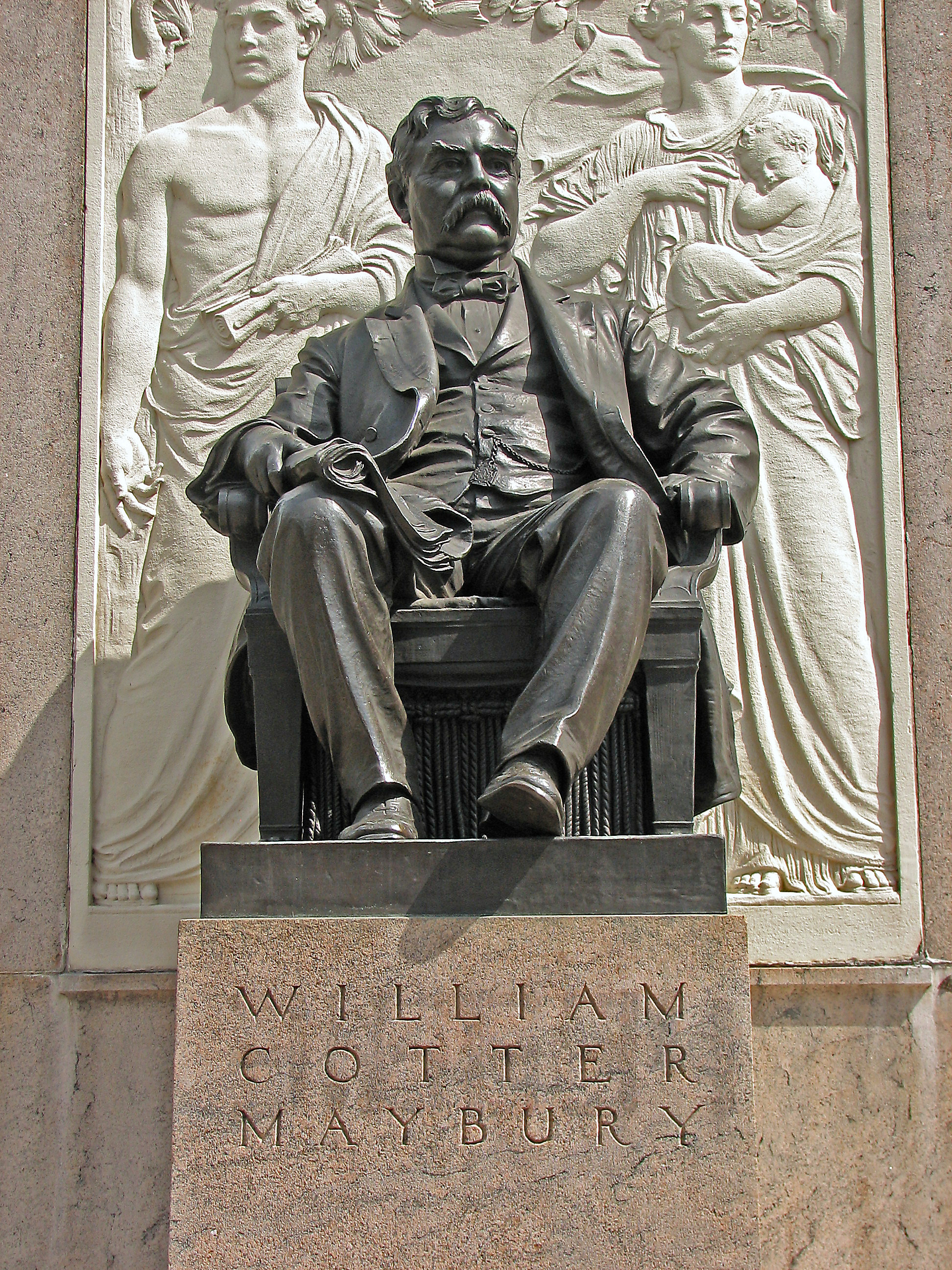
William Cotter Maybury Memorial (1912), Grand Circus Park, Detroit, Michigan

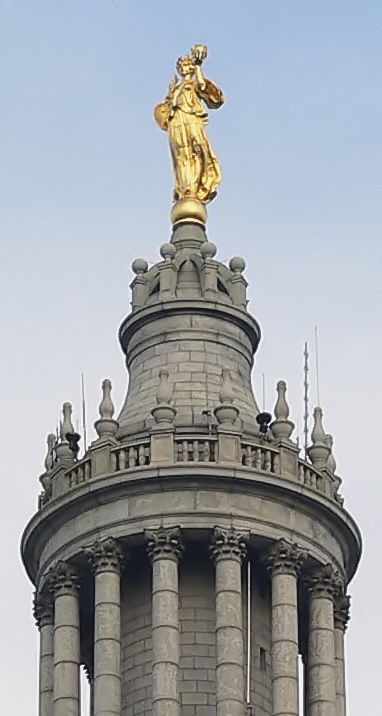
Civic Fame (1913), no topo do Manhattan Municipal Building, New York City
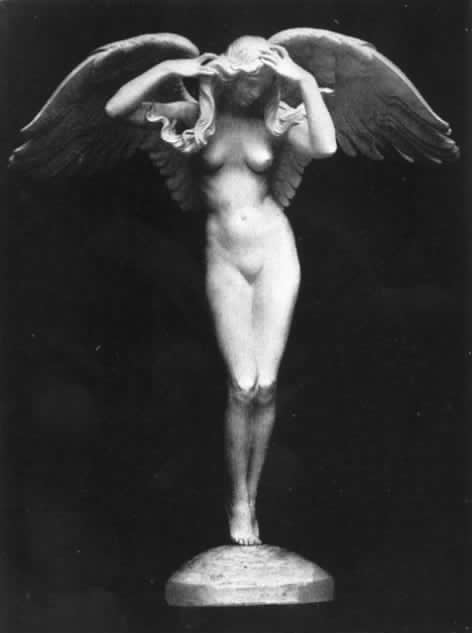
Noite Descendente (1914–15), Exposição Internacional Panamá-Pacífico, San Francisco
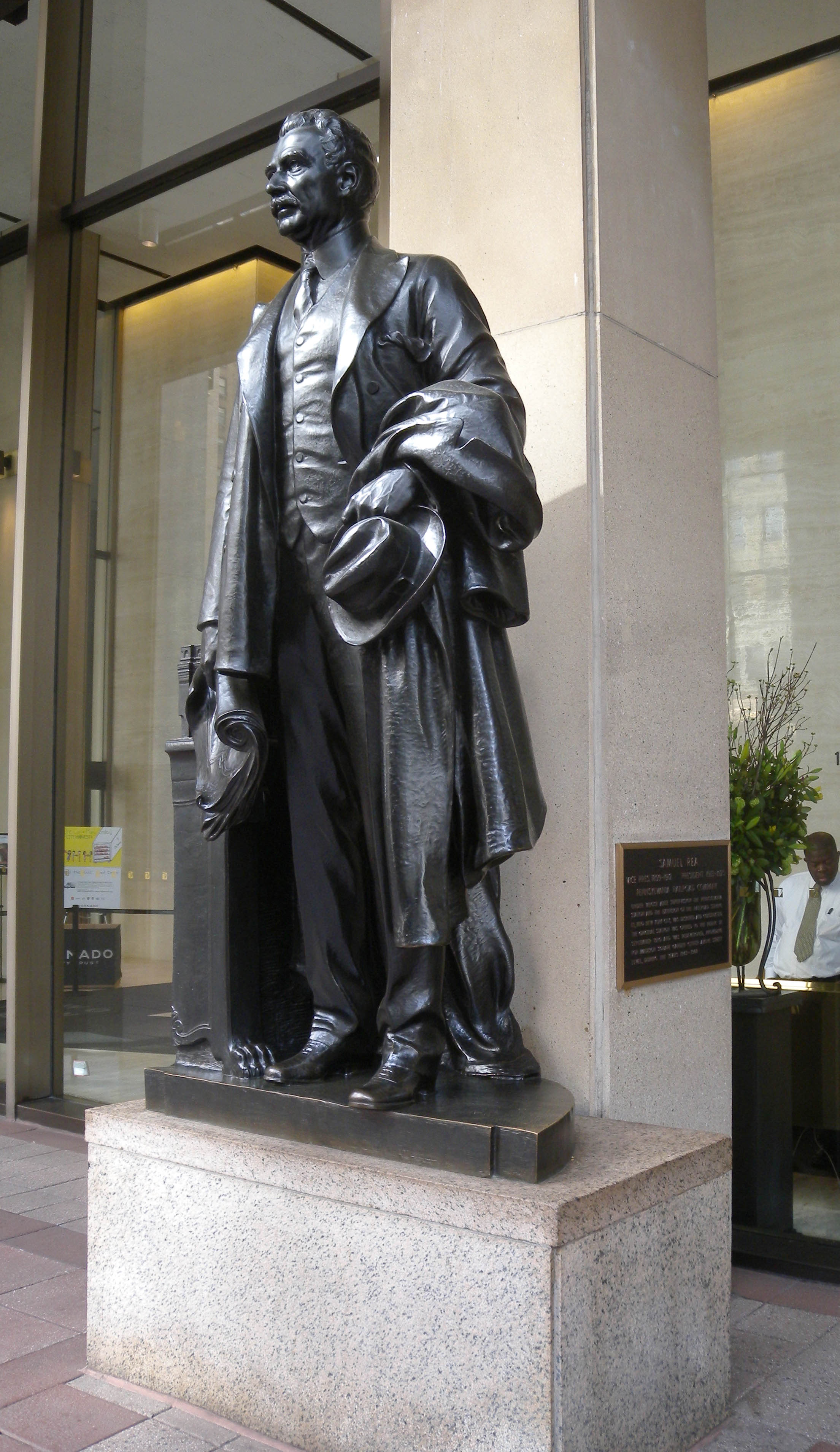
Samuel Rea (1926), Pennsylvania Station, New York City.
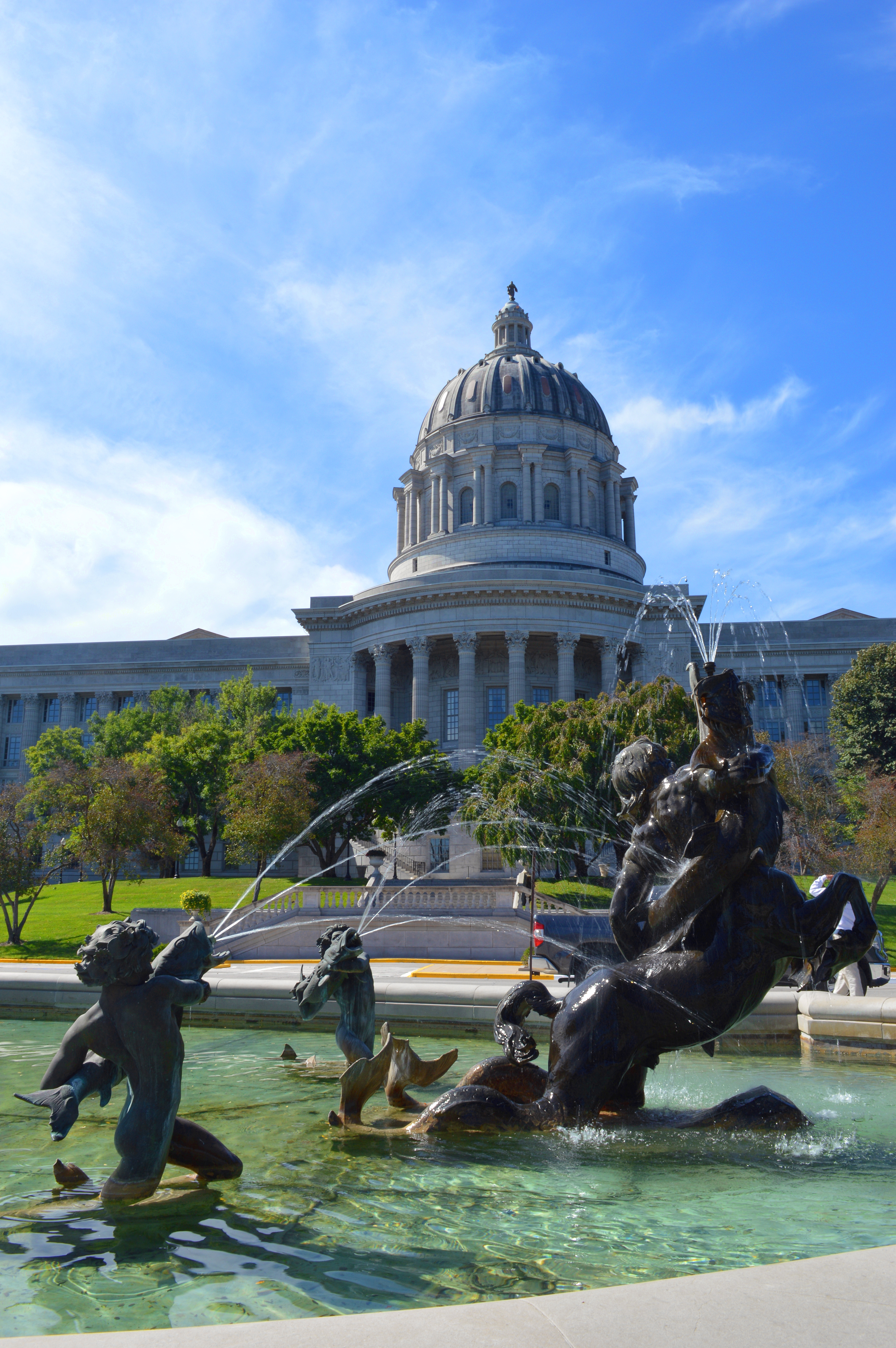
Fonte dos Centauros (ca. 1926), Capitólio do Estado de Missouri, Jefferson City, Missouri
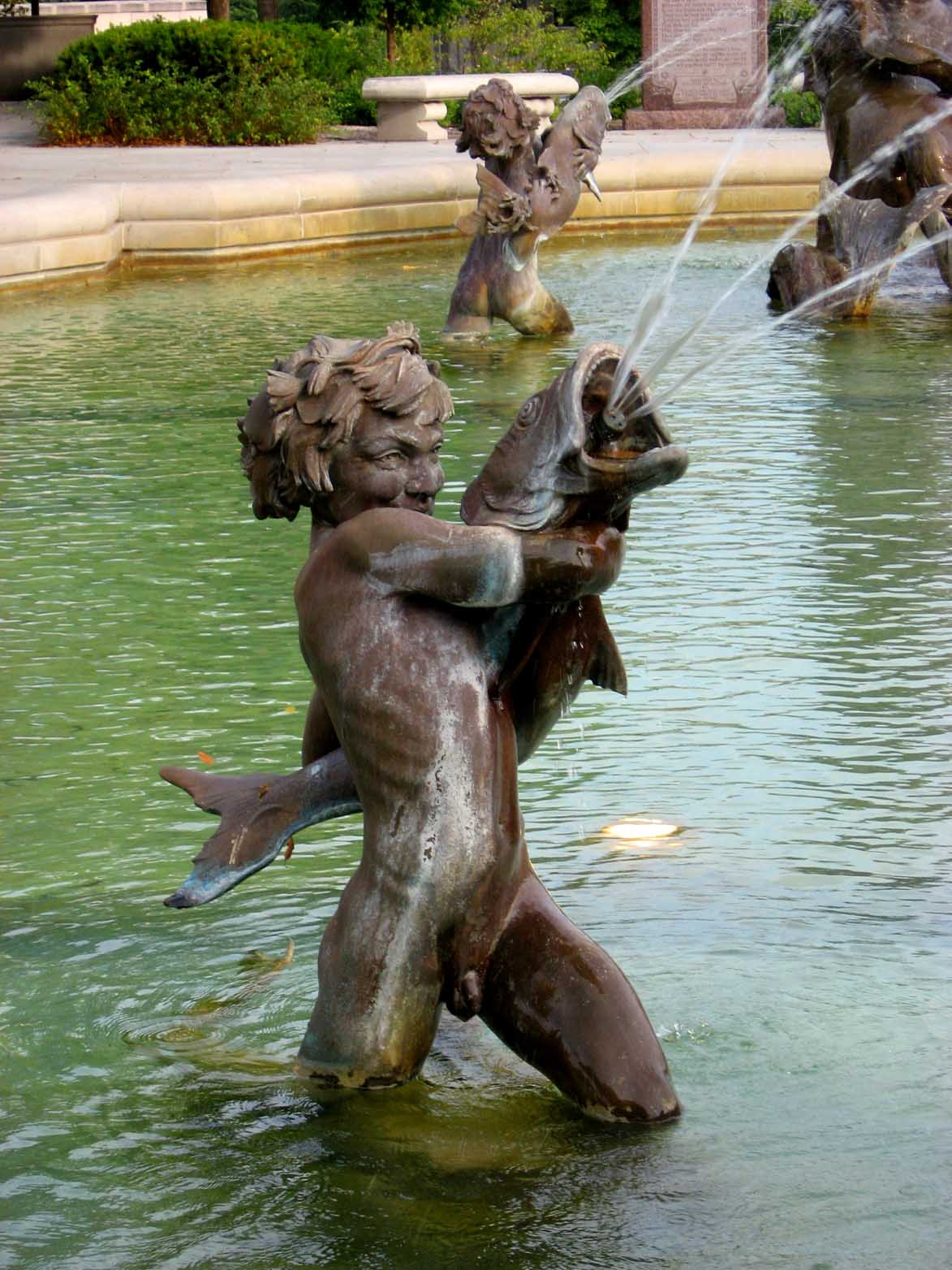
Fonte dos Centauros , detalhe (ca. 1926), Capitólio do Estado de Missouri, Jefferson City, Missouri
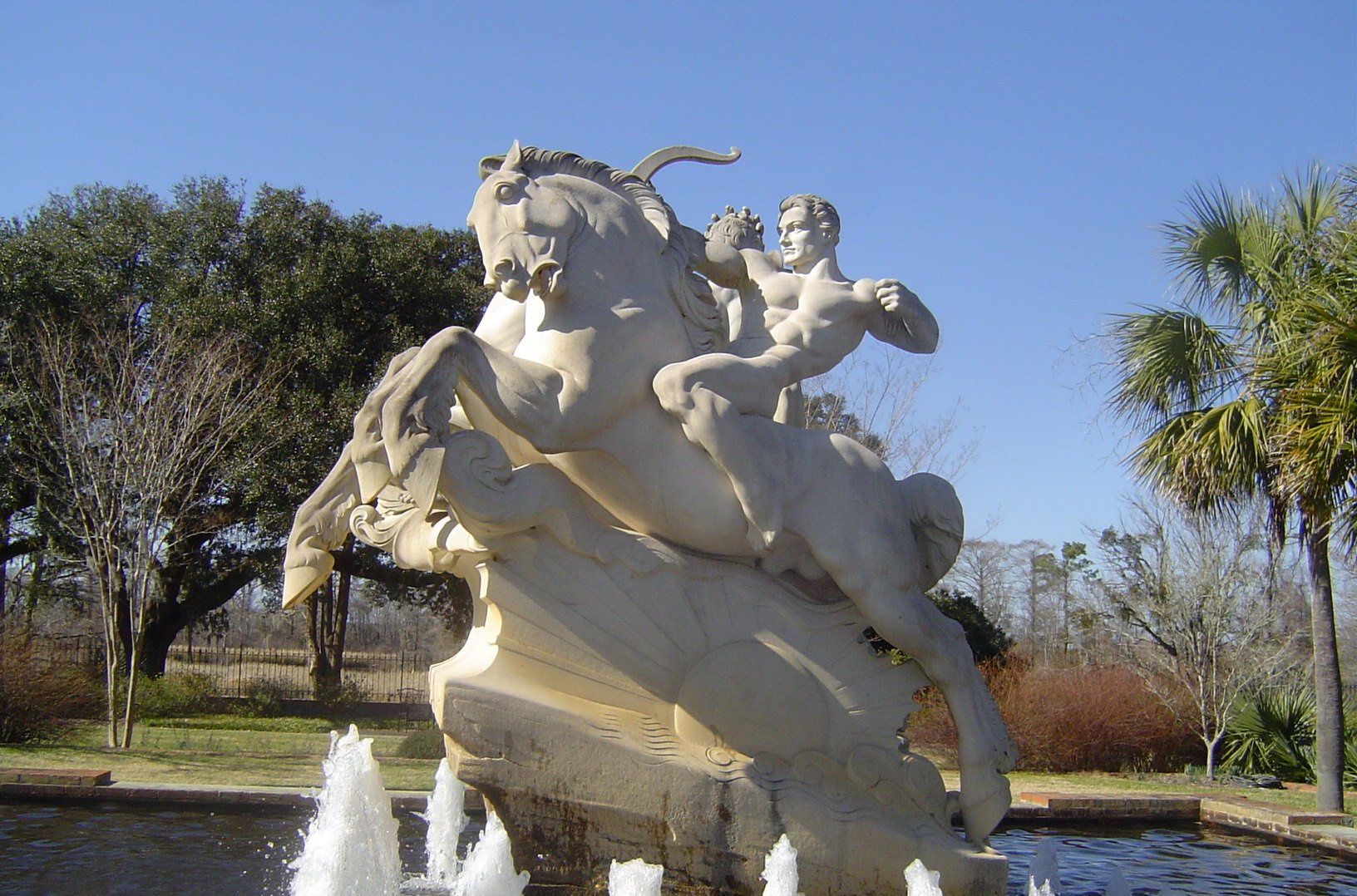
Riders of the Dawn (ca. 1942), Brookgreen Gardens, Murrells Inlet, Carolina do Sul
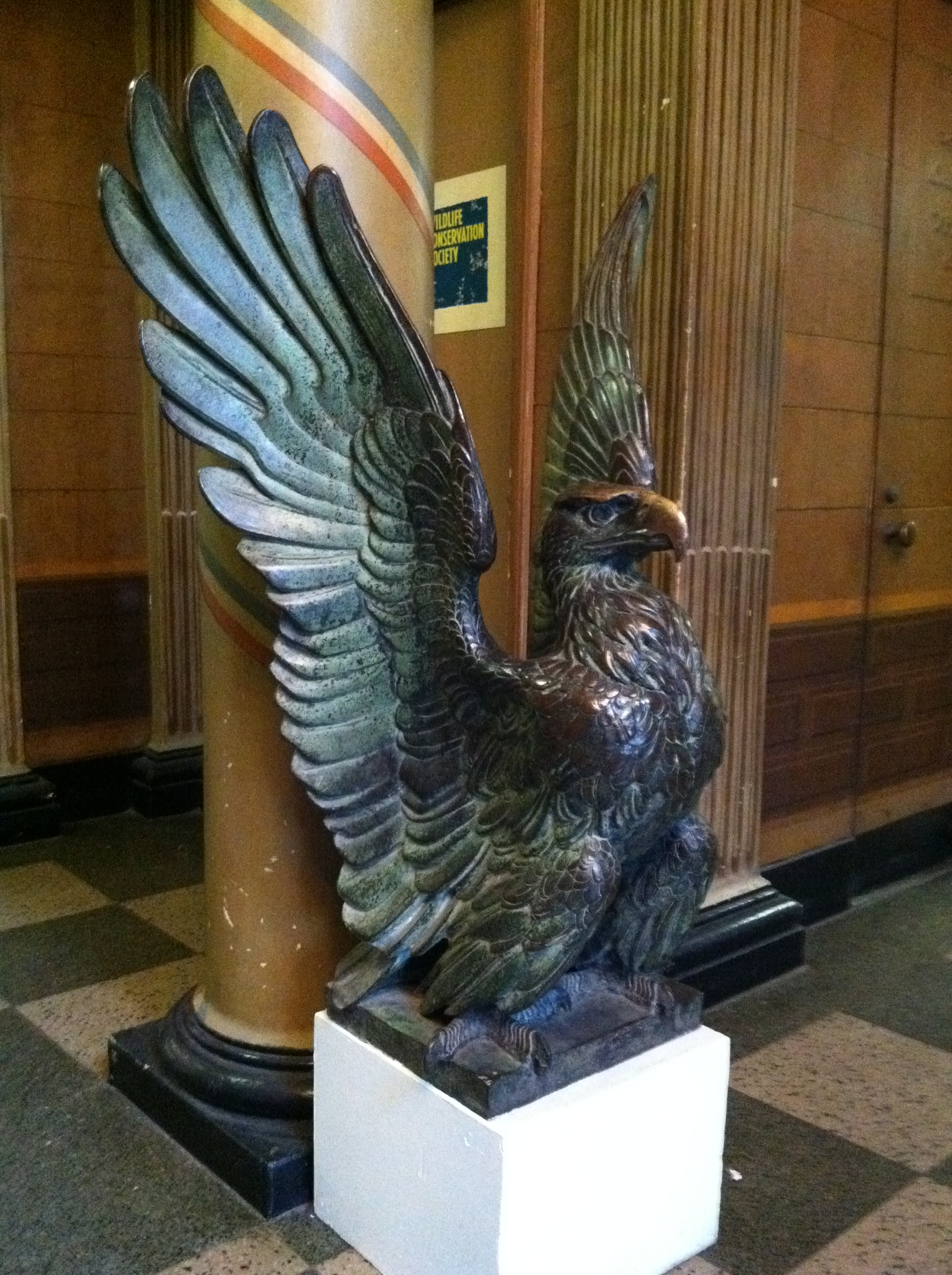
Uma das quatro águias Adolf Weinman do Monumento dos Mártires do Navio Prisão
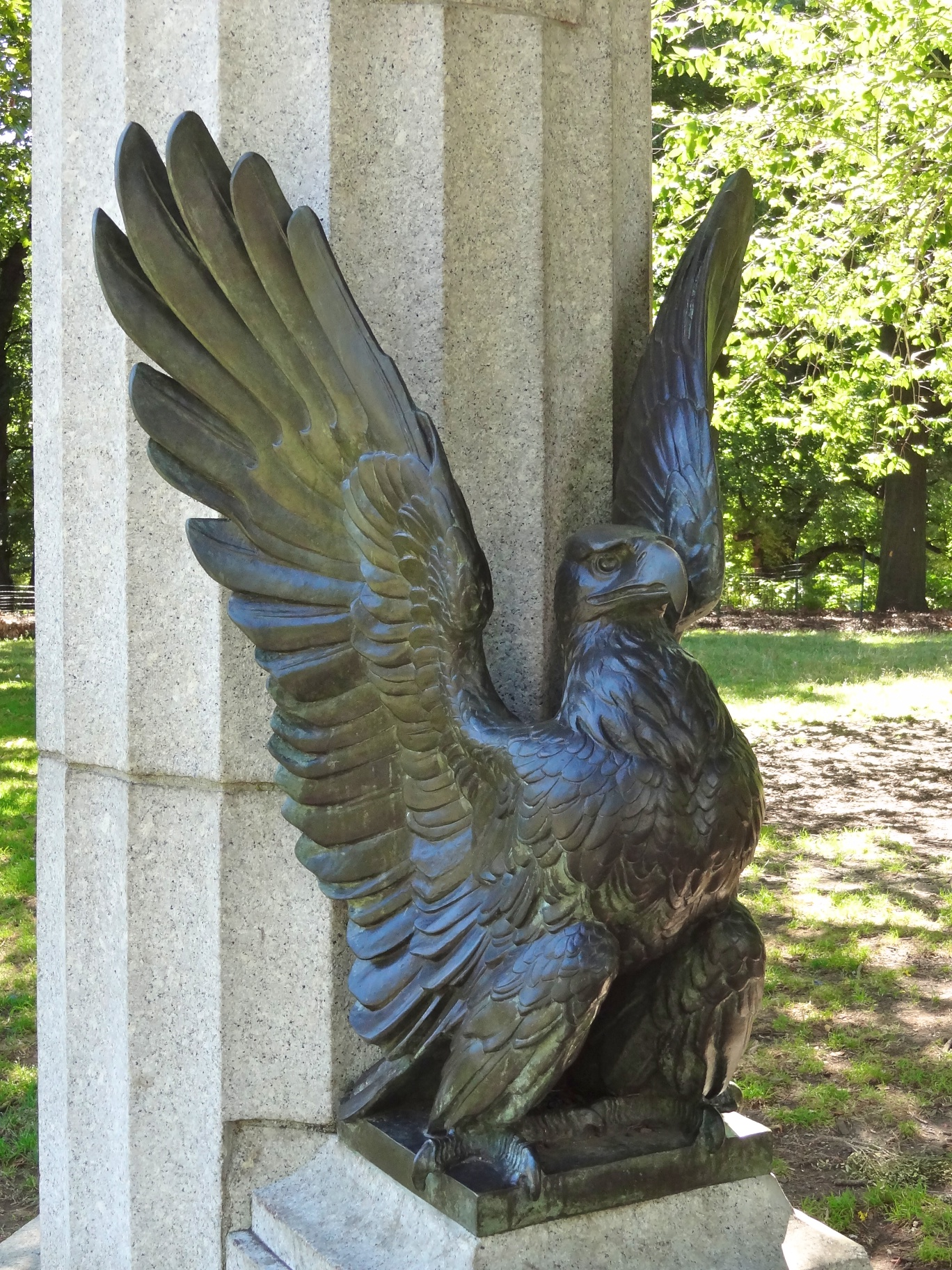
Uma das quatro esculturas de águia de bronze que cercam o Monumento dos Mártires do Navio Prisioneiro no distrito histórico de Fort Greene

### Escultura arquitetônica
- Escultura arquitetônica (1903–04), Pennsylvania Station, McKim, Mead and White, arquitetos (demolido em 1964). Peças salvas de estátuas sobrevivem em vários locais.
- Escultura arquitetônica (1904-1906), Madison Square Presbyterian Church, Nova York, McKim, Mead and White, arquitetos (demolido em 1919).
- Escultura arquitetônica (1908), Prison Ship Martyrs' Monument, Fort Greene Park, Brooklyn, Nova York, McKim, Mead and White, arquitetos.
- Esfinges maçônicas: Poder e Sabedoria (1911-1915), Casa do Templo, Washington, DC, John Russell Pope, arquiteto.
- Escultura arquitetônica (1913-1915), Manhattan Municipal Building, Nova York, McKim, Mead and White, arquitetos.
- Portas de bronze (1921–1923), edifício administrativo da Academia Americana de Artes e Letras, West 155th Street, Audubon Terrace, Manhattan, Nova York.
- Escultura arquitetônica (1924-1926), Elks National Veterans Memorial, Chicago, Illinois.
- Escultura arquitetônica: Frontão Sul (ca. 1926), Capitólio do Estado de Missouri, Jefferson City, Missouri.
- Escultura arquitetônica: Destiny Pediment (1935), National Archives Building, Washington, D.C.
- Elaboração da Declaração de Independência (1939-1943), escultura pedimental em homenagem ao Comitê dos Cinco no Memorial de Jefferson, Washington, D.C.

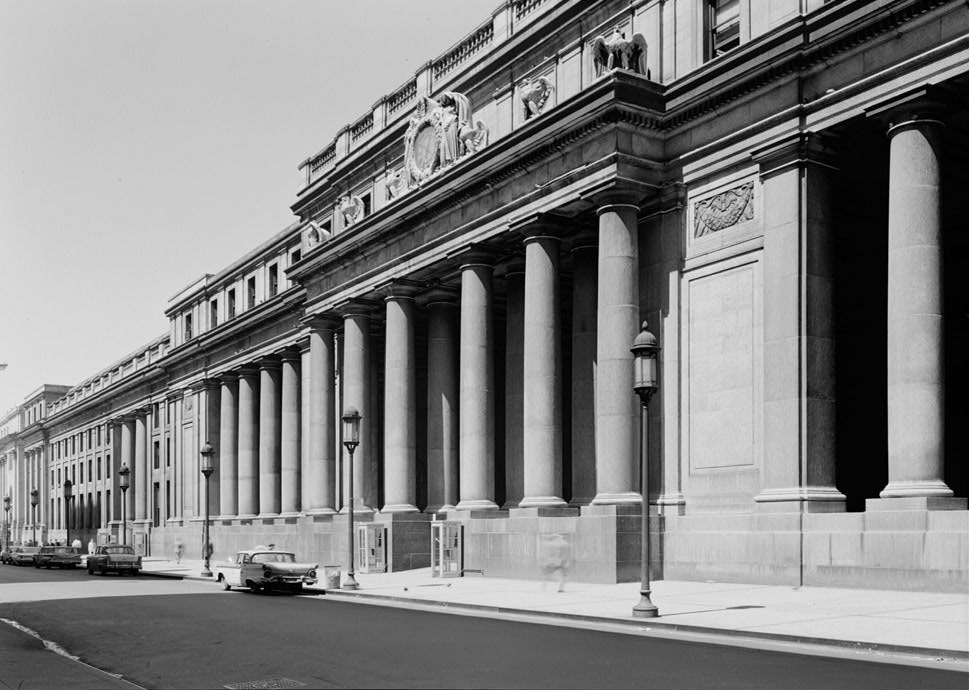
Estação da Pensilvânia, Nova York (1903-1904, demolida em 1964)
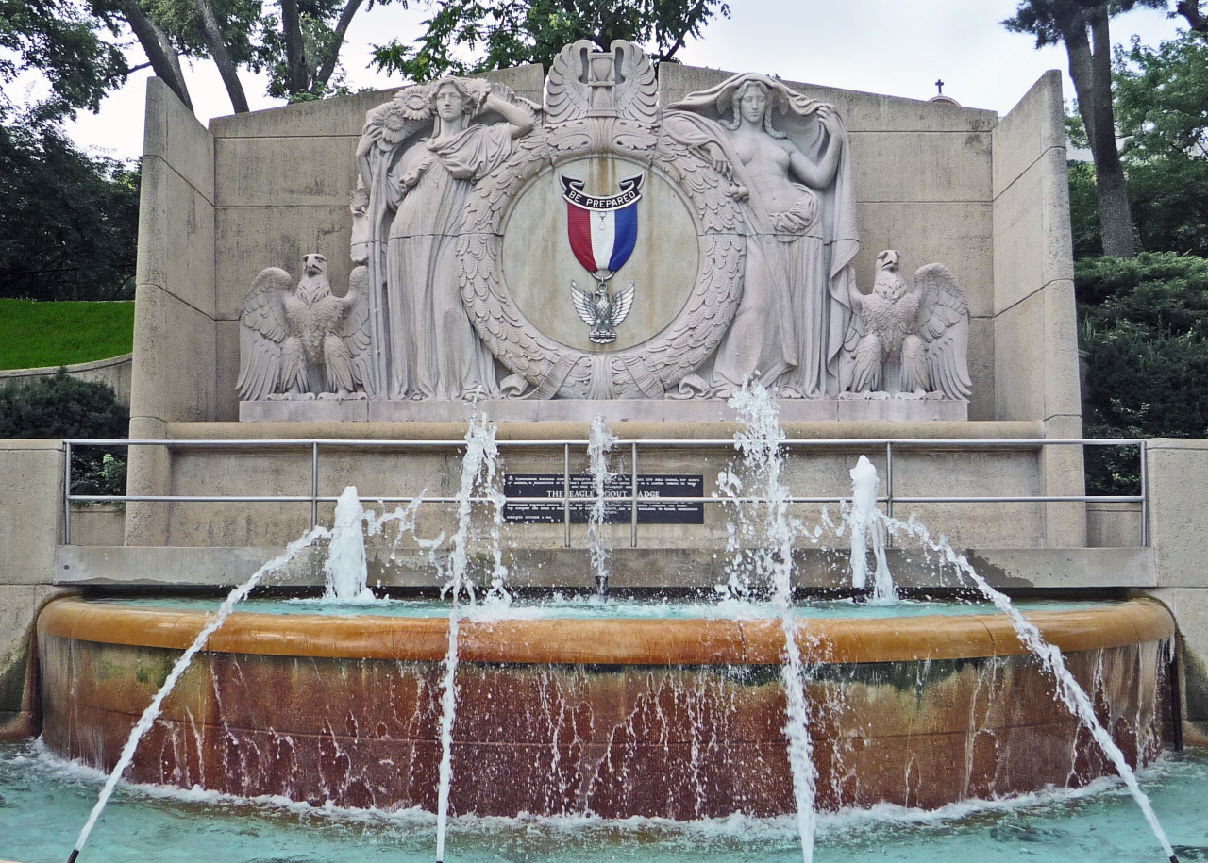
Fonte Memorial Eagle Scout (1968), Kansas City, Missouri. Peças recuperadas da Estação Pensilvânia
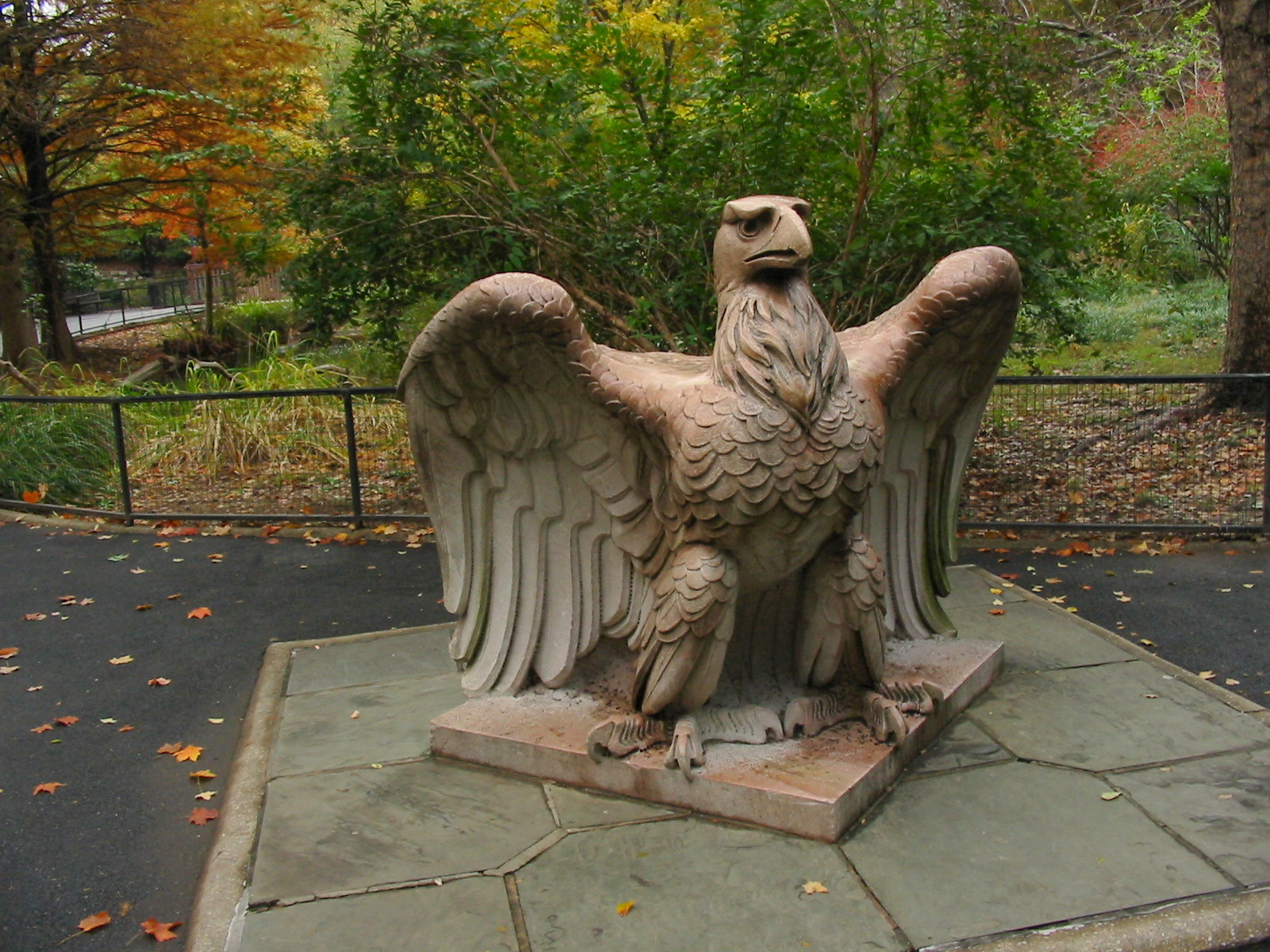
Eagle, National Zoo, Washington, D.C. Recuperado da Pennsylvania Station
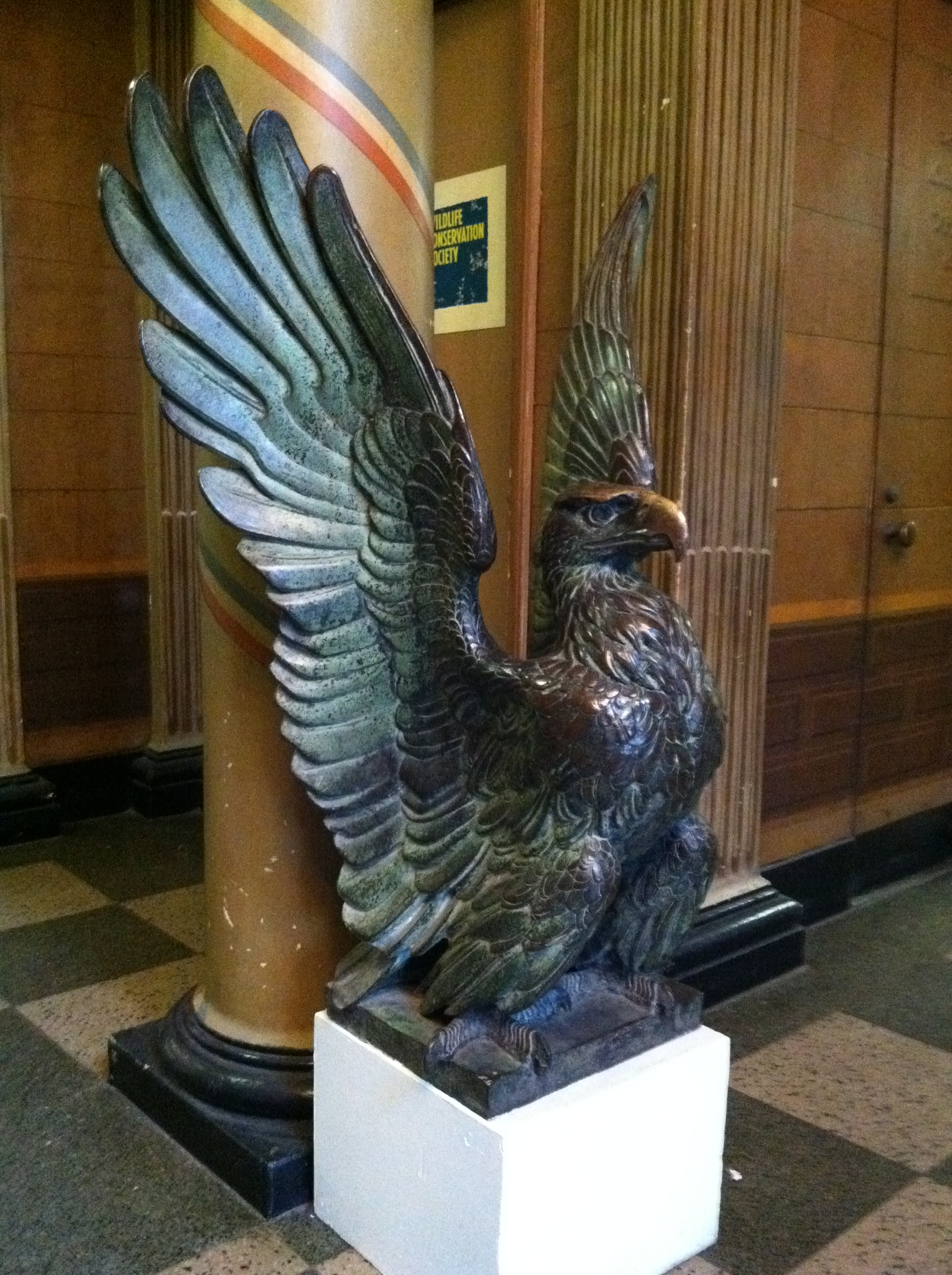
Eagle (1908), um dos quatro que decorou o Monumento dos Mártires do Navio Prisioneiro, Brooklyn, Nova York
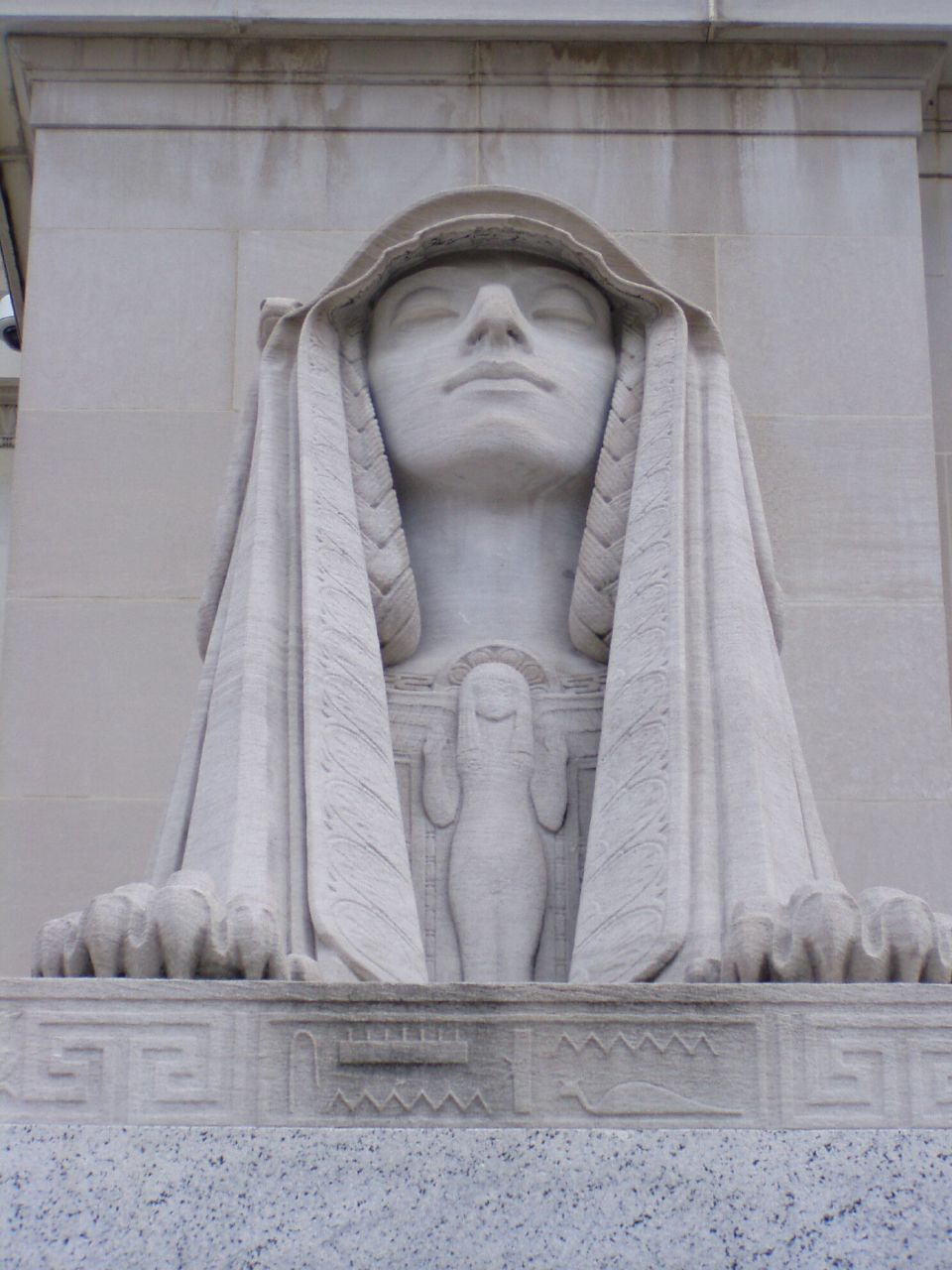
Esfinge da Sabedoria (1911–1915), Casa do Templo, Washington, D.C.
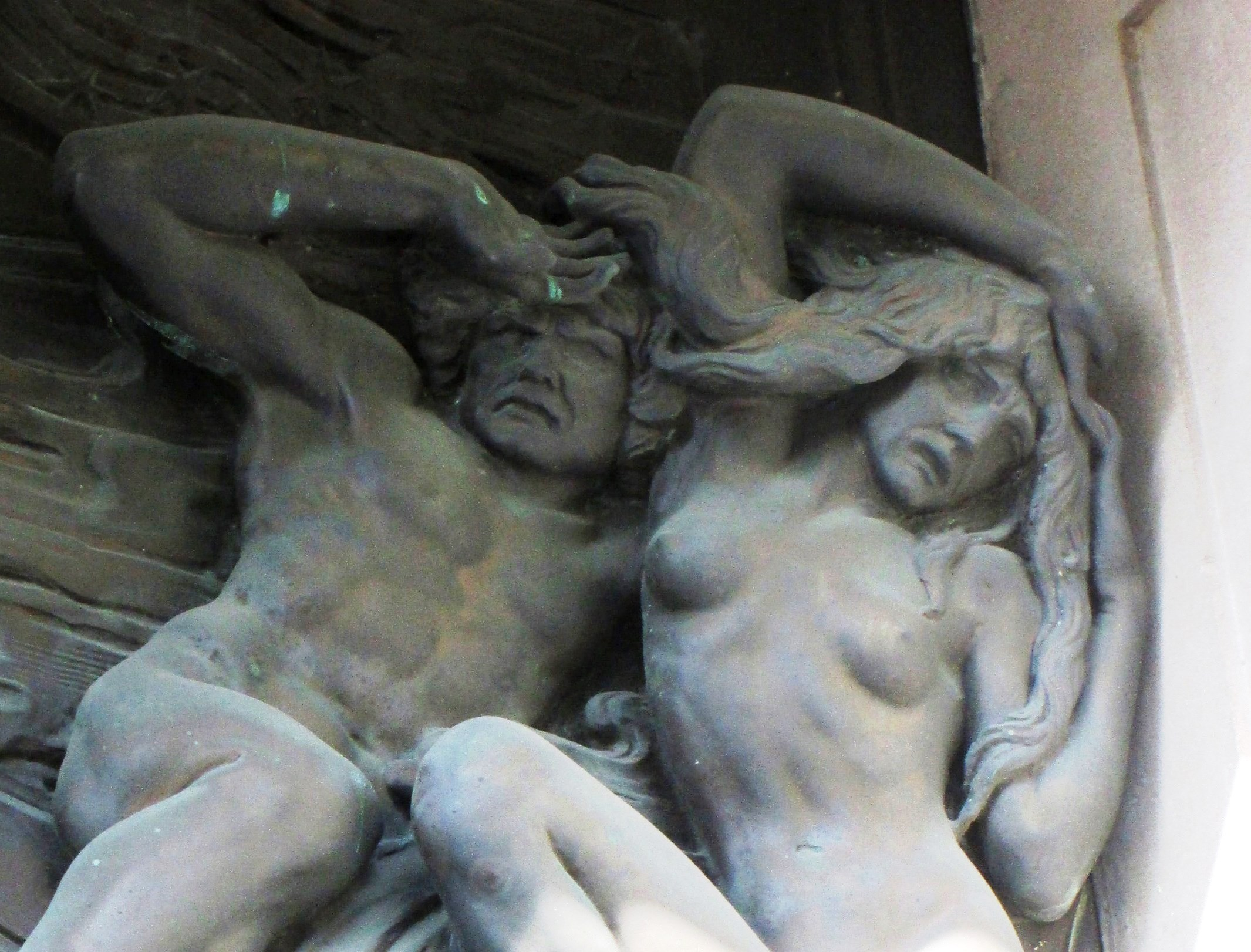
Detalhe, portas de bronze, American Academy of Arts and Letters West 155th Street entrance, (1921–1923) New York City
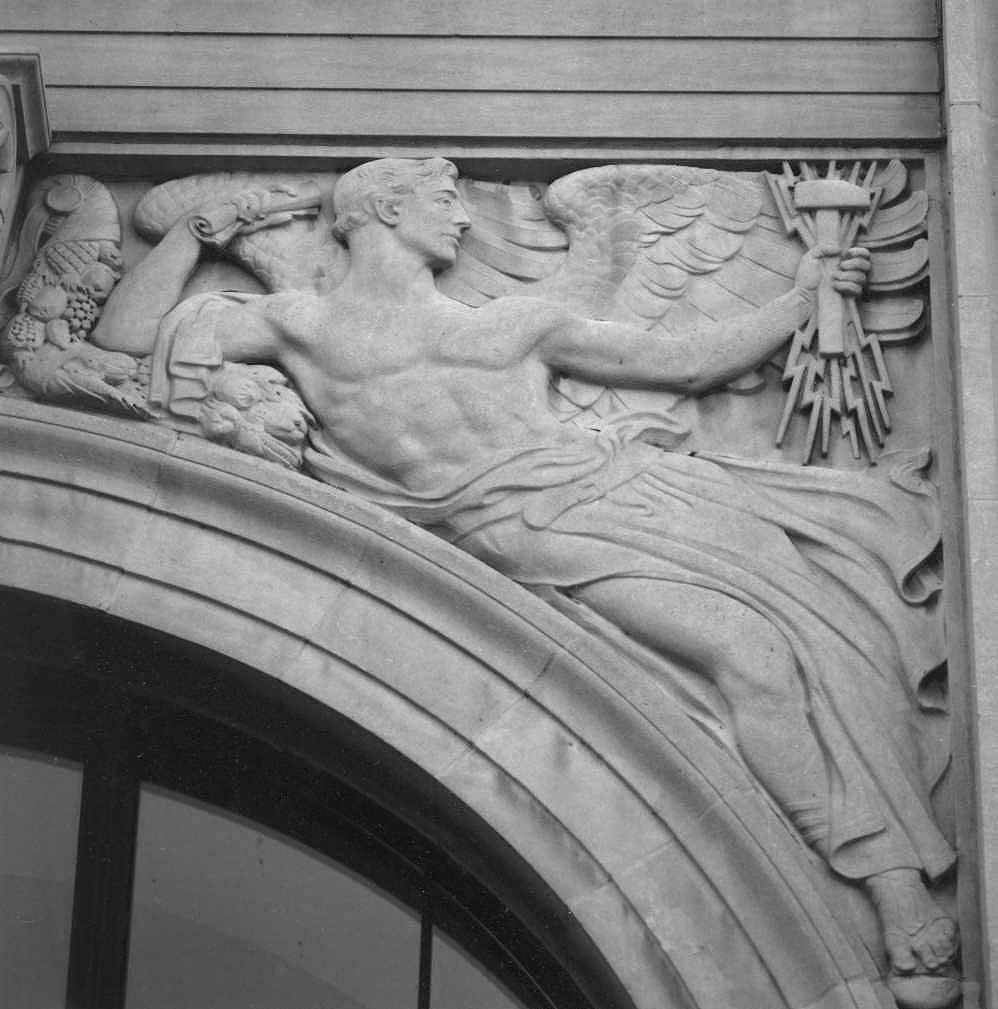
Figura Spandrel (1923), First National Bank Building, Davenport, Iowa
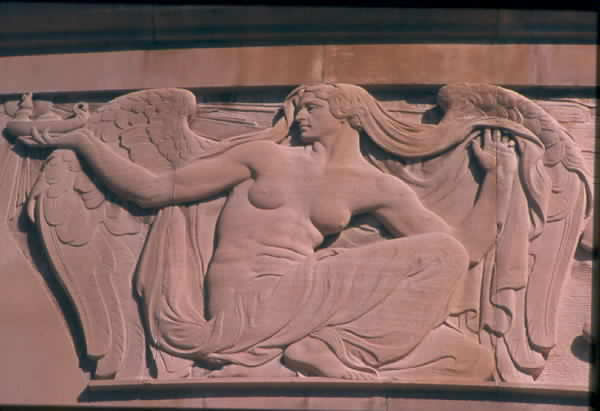
The Glory of Peace Frieze (1924-1926), Elks National Veterans Memorial, Chicago, Illinois
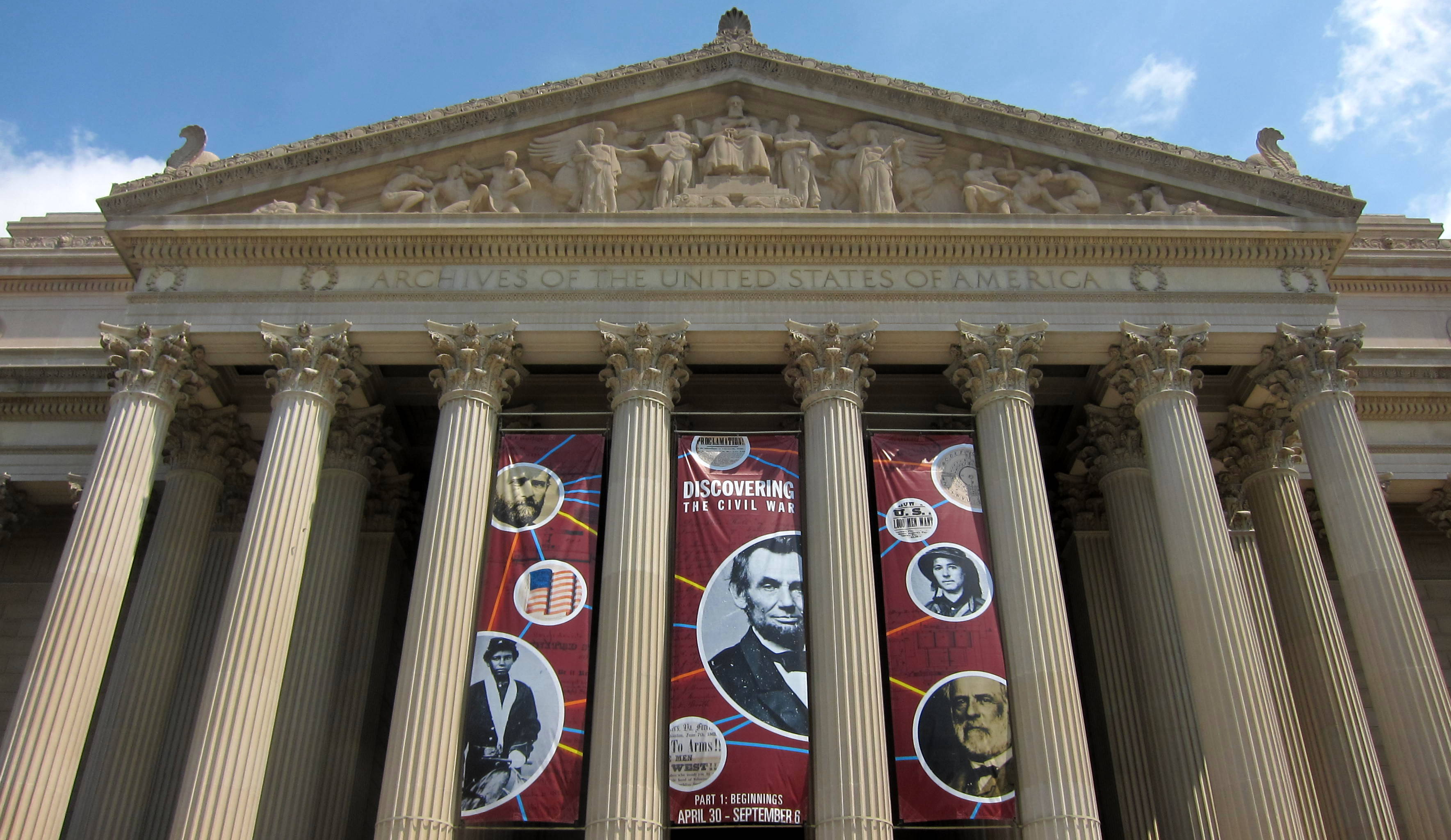
Destiny Frontment (1935), Edifício dos Arquivos Nacionais, Washington, D.C.
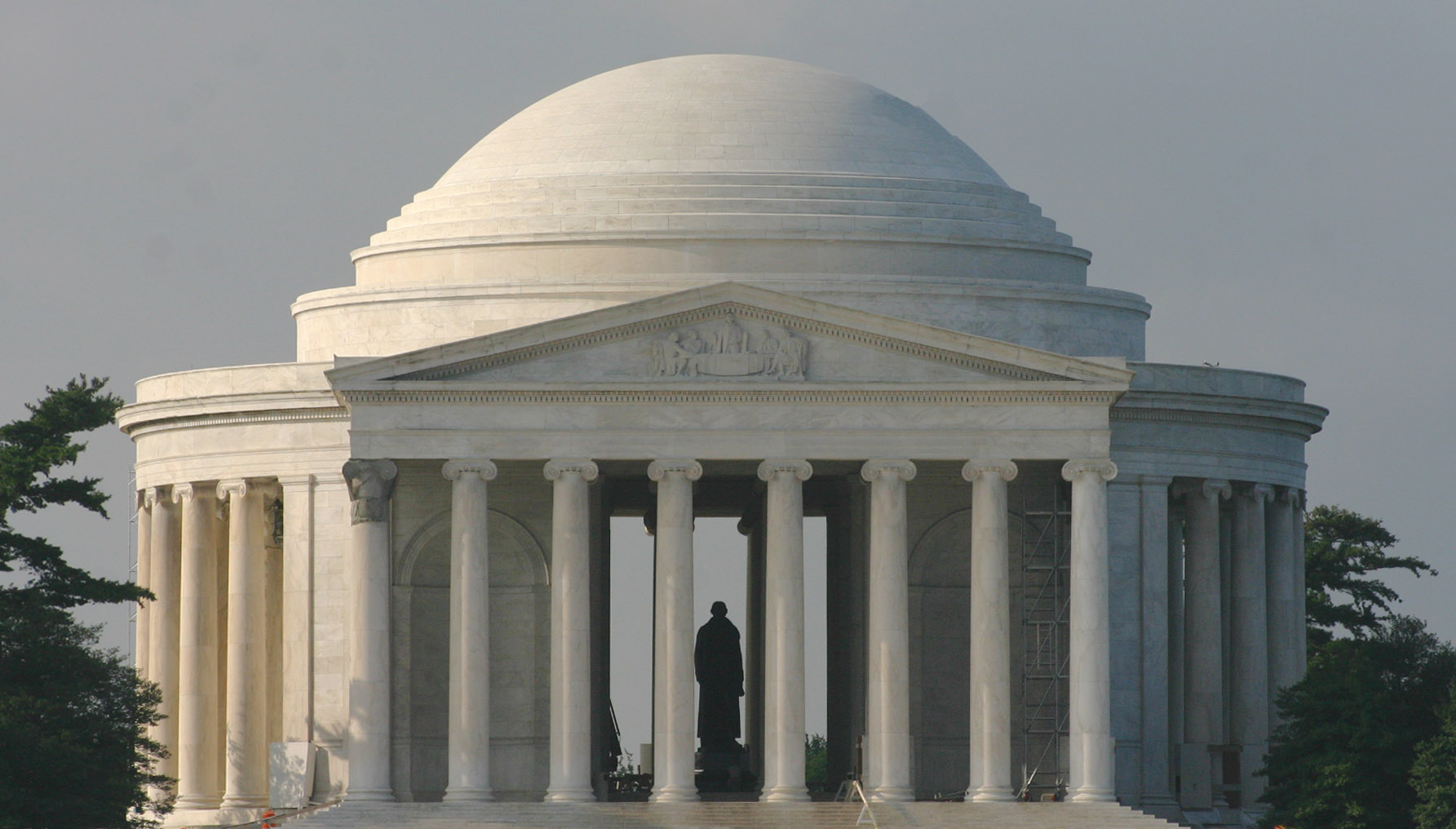
Elaboração do frontão da Declaração de Independência (1939–1943), Jefferson Memorial, Washington, D.C.

### Moedas e medalhas dos EUA
- Moeda de mercúrio (1916-1945). Mais de dois bilhões de moedas de mercúrio foram cunhadas antes de serem substituídas pela moeda de dez centavos Roosevelt em 1946.[5] O design agora é usado como o anverso da moeda americana Palladium Eagle, produzida desde 2017.
- Caminhando meio dólar Liberty (1916-1947). Substituído pelo meio dólar Franklin (1948). A escultura de Weinman é agora usada como o anverso da moeda American Silver Eagle, que é produzida desde 1986.
- J. Sanford Saltus Medal Award – concedido pela American Numismatic Society. Weinman foi o segundo destinatário desta medalha.